# Фёдоров, Виктор Иванович (разведчик)
Виктор Иванович Федоров (1901, Санкт-Петербург — 27 апреля 1938, Московская область) — советский разведчик. Начальник 2-го отдела разведывательного управления РККА. Полковник.

## Биография
По происхождению русский, из семьи служащих. Член ВКП(б) с 1919 года. Имел высшее образование.
В РККА служил с 1919 года.
В 1930 году, после окончания Военно-технической академии РККА, поступил в разведывательное управление.
В 1931—1937 годах работал в 3-м (информационно-статистическом) и 2-м (восточном) отделах Разведупра.
Арестован 4 октября 1937 года с обвинением в участии в военно-фашистском заговоре. 27 апреля 1938 года Военной коллегией Верховного суда СССР приговорён к высшей мере наказания. Расстрелян в день вынесения приговора близ совхоза «Коммунарка» в Московской области.
По решению Военной коллегии Верховного суда СССР реабилитирован 21 мая 1955 года.